# Paper Mario: Color Splash
Paper Mario: Color Splash – przygodowa gra akcji z 2016 roku opublikowana przez Nintendo na Wii U. Jest to piąta gra z serii Paper Mario, kontynuacja Paper Mario: Sticker Star. Historia podąża za bohaterem Mario, który dąży do odzyskania wszystkich "Big Paint Star" i uratowania księżniczki Peach przed Bowserem.
Pomysł na grę stworzył Atsushi Isano, dyrektora produkcji Intelligent Systems. Gra została opracowana, aby wykorzystać funkcje Wii U, w tym GamePada, ekran dotykowy i wysoką rozdzielczość. Zespół programistów zaimplementował system bitwy oparty na kartach, aby wykorzystać ekran dotykowy GamePada do sortowania, malowania i przerzucania kart. Ponadto mocno skupiono się na tym, aby tekstury papieru w grze wyglądały jak najbardziej realistycznie. Gra została wydana we wszystkich regionach w październiku 2016 roku.
Ujawnienie Color Splash wywołało kontrowersje dotyczące kontynuacji formuły wprowadzonej w Sticker Star. Jednak w momencie premiery gra została przyjęta ogólnie pozytywnie przez krytyków, a wielu chwaliło grafikę gry, ścieżkę dźwiękową i ulepszone dialogi, ale krytykowano system walki i brak różnorodności postaci.
Paper Mario: The Origami King, następca Color Splasha, został opublikowany w lipcu 2020 roku na Nintendo Switch.

## Wydanie
Wydanie Paper Mario: Color Splash zostało ogłoszone na 2016 rok, podczas prezentacji Nintendo Direct 3 marca 2016 r.
Grę można było kupić w przedsprzedaży w sklepie Nintendo eShop już 22 września 2016 r. Szybko jednak odkryto, że Nintendo of America przypadkowo udostępniło pełną grę na dwa tygodnie przed planowaną datą premiery. Później Nintendo usunęło opcję wstępnego zakupu z eShopu w Ameryce Północnej, ale ci, którzy pobrali grę, mogli zachować swoje kopie.

## Odbiór gry
Color Splash sprzedało się w ilości ponad 20 tys. egzemplarzy w pierwszym tygodniu od wydania w Japonii. W następnym miesiącu sprzedano ponad 37 tys. egzemplarzy.